# Pseudorus dimidiatus
Pseudorus dimidiatus là một loài ruồi trong họ Asilidae. Pseudorus dimidiatus được Oldroyd miêu tả năm 1964.